# Річард Чарльз Роджерс
Річард Чарльз Роджерс (англ. Richard Charles Rodgers; 28 червня 1902, Квінз — 30 грудня 1979, Нью-Йорк) — американський композитор, який написав музику до більш ніж дев'ятиста пісень і сорока бродвейських мюзиклів. Він також писав музику для фільмів і телебачення. Найбільш відомий в співавторстві з поетами-пісенниками Лоренцем Гартом і Оскаром Гаммерстайном II. Його музика зробила серйозний вплив на музичну культуру США.
Роджерс є першим володарем усіх чотирьох премій для діячів кіно і музики, відомих в англомовній культурі під збиральною абревіатурою EGOT: Оскар, Греммі, Еммі, Тоні і одним з двох чоловік, які отримали крім них і Пулітцерівську премію.

## Біографія

### Ранні роки
Річард Роджерс народився в багатій єврейській родині в Нью-Йорку. Він почав грати на фортепіано в 6 років. Роджерс, як і Лоренц Гарт, і Оскар Гаммерстайн ІІ, закінчив Колумбійський університет. На творчість Роджерса сильно вплинула творчість Віктора Герберта, Джерома Керна, а також оперети, на які його водили батьки в дитинстві.

### Роджерс і Гарт
У 1919 році Річард Роджерс познайомився з Лоренцем Гартом. Разом вони написали кілька аматорських музичних комедій. Їх професійним дебютом була пісня «Any old place with you», яка прозвучала в бродвейському мюзиклі «A Lonely Romeo». Їх першою професійною роботою була поставлена в 1920 році «Poor little ritz girl». Їх наступний професійний мюзикл, «The melody man», був поставлений тільки в 1924 році.
Роджерс був на межі і готовий був піти з шоу-бізнесу, коли його наздогнав перший успіх. У 1925 році був поставлений їх мюзикл «The garrick gaieties», який був оптимістично сприйнятий критиками і містив такий хіт, як пісня «Manhattan». Протягом залишку десятиліття вони створили кілька мюзиклів для Бродвею і Вест-енду, такі як «Dearest enemy» (1925), «The girl friend» (1926), «Peggy-Ann» (1926), «A connecticut yankee» (1927), і «Present arms» (1928).
Протягом Великої депресії Роджерс і Гарт працювали в Голлівуді. Вони написали пісні до фільму «Love Me Tonight», в якому прозвучали такі пісні як «Lover», «Mimi» і «Is not It romantic?». Також вони написали пісні до фільмів «The phantom president» (1932), «Hallelujah, I'm a Bum» (1933), «Mississippi» (1935).
У 1935, вони повернулися на Бродвей, де створили низку популярних мюзиклів, яку перервала тільки смерть Гарта в 1943 році. З найбільш відомих можна називати «Jumbo» (1935), «On your toes» (1936), «Babes In arms» (1937), «I married an angel» (1938), «The boys from syracuse» (1938), «Pal joey» (1940) і їх останню роботу, «By jupiter» (1942).

### Роджерс і Гаммерстайн
Через проблеми у Гарта зі здоров'ям Роджерс був змушений шукати іншого поета-пісняра. Ним став Оскар Гаммерстайн II, з яким він уже до цього написав кілька пісень. Їх перший мюзикл, «Oklahoma!», мав колосальний успіх. Багато пісень з цього мюзиклу («Oh, what a beautiful morning», «People will say we're in love») стали хітами, титульна пісня стала гімном штату Оклахома. Мюзикл також отримав Пулітцерівську премію.
Після цього вони створили ще чотири відомих мюзикла, за якими зняли фільми: «Карусель» (1945), «Південь Тихого океану» (1949, Пулітцерівська премія), «Король і я» (1951) і «Звуки музики» (1959). Вони також створили пісні до фільму «Ярмарок штату» (State Fair, 1945).
Всього мюзикли Роджерса і Гаммерстайна отримали 35 Тоні, 15 Оскарів, 2 Пулітцерівські премії, 2 Греммі, 2 Еммі.